# Железнарниця (стадіон)
«Железнарниця» (мак. Стадион Железарница) — багатофункціональний стадіон у місті Скоп'є, Північна Македонія, використовується переважно для проведення футбольних матчів. Домашня футбольна арена клубу «Металург» (Скоп'є) з Першої ліги Македонії, а також ФК «Скоп'є» з Другої ліги. Однак тривалий період часу «Металург» змушений був грати домашні поєдинки на «Петарі Мілошевського», оскільки «Железнариця» не відповідав вимогам для стадіонів у Першій лізі. У вересні 2015 року клуб повернувся на рідний стадіон. Вміщує 4000 глядачів. 
Одна з футбольних арен, яка приймала Дівочий чемпіонат Європи U-19 2010 року. На «Железнарниці» було зіграно 3 матчі групового етапу.